# Hilari Bell
Pour les articles homonymes, voir Bell.
Œuvres principales
- Trilogie Farsala

Hilari Bell, née le 2 février 1958 à Denver dans le Colorado, est une écrivaine américaine de science-fiction et de fantasy.

## Biographie
Hilari Bell est l'auteure de plusieurs romans de science-fiction et de fantasy. La critique a bien accueilli sa Trilogie Farsala.
Elle a travaillé comme bibliothécaire, mais a quitté son emploi en 2005 pour écrire à plein temps. Elle vit actuellement avec sa mère, son frère et sa belle-sœur à Denver dans le Colorado.

## Œuvres

### SérieGoblin
1. (en) The Goblin Wood, 2003
2. (en) The Goblin Gate, 2010
3. (en) The Goblin War, 2011

### Trilogie Farsala
1. La Flamme, Milady, 2009 ((en) Flame, 2003)Également paru sous le titre Fall of a Kingdom
2. L'Épée, Milady, 2009 ((en) Rise of a Hero, 2005)
3. La Forge, Milady, 2010 ((en) Forging the Sword, 2006)

### SérieThe Shield, Sword, and Crown
1. (en) Shield of Stars, 2007
2. (en) Sword of Waters, 2008
3. (en) Crown of Earth, 2009

### SérieKnight and Rogue
1. (en) The Last Knight, 2007
2. (en) Rogue's Home, 2008
3. (en) Players Ruse, 2010
4. (en) Thief's War, 2014
5. (en) Scholar's Plot, 2014
6. (en) Lady's Pursuit, 2015

### SérieThe Raven Duet
1. (en) Trickster's Girl, 2011
2. (en) Traitor's Son, 2012

### Romans indépendants
- (en) Songs of Power, 2000
- (en) Navohar, 2000
- (en) A Matter of Profit, 2001
- (en) The Wizard Test, 2005
- (en) The Prophecy, 2006